# Yo me bajo en la próxima, ¿y usted?

Yo me bajo en la próxima, ¿y usted? es una obra de teatro escrita por Adolfo Marsillach y estrenada en el Teatro de la Comedia de Madrid en enero de 1981.

## Argumento
Ambientada en una ciudad de la España de la década de 1950, un hombre y una mujer coinciden en un vagón de metro y, tras entablar conversación, deciden volver a verse. Tras un mes de contactos, se casan. Pero el matrimonio está abocado al fracaso. Él y ella se dirigen al público, con su propia versión de las causas del fallido enlace, evocando recuerdos, personajes de su pasado y experiencias que los marcaron y que pudieron influir en comportamientos posteriores. Todo ello intercalado con números musicales.

## Representaciones destacadas
- Teatro (Estreno, enero de 1981). Intérpretes: José Sacristán, Concha Velasco. Piano: José Manuel Yanes. Con Sacristán siendo sustituido por el propio Marsillach en enero de 1982. Sustituciones posteriores: En 1982 por Juan Diego y María Luisa San José y en 1983 por Gerardo Malla y María Fernanda D'Ocón.
- Teatro (Estreno en Barcelona, 1982). Intérpretes: Fernando Guillén, Rosa María Sardá.
- Cine (1992). Dirección: José Sacristán. Intérpretes: José Sacristán, Concha Velasco, Tina Sáinz, María Isbert.
- Teatro (Teatro Real Cinema, Madrid, 2004). Dirección: Francisco Vidal. Intérpretes: Pedro Osinaga, África Gozalbes.
- Teatro (Teatro Fernán Gómez, Madrid, 2015). Intérpretes: Silvia Marty, Adam Jezierski, Antonio Lagar, Adela Estévez, Miriam Fernández y Juan Carlos Mestre.